# Heinz Mehrlich
Heinz Mehrlich (* 18. Juni 1942 in Partenstein) ist ein deutscher Politiker (SPD).
Mehrlich besuchte die Volksschule und die Berufsschule. Er war zunächst Fernmeldelehrling mit Abschluss als Fernmeldehandwerker. An der Fernmeldeschule machte er 1966 die Prüfung als technischer Fernmeldeassistent und technischer Fernmeldebetriebsinspektor. Danach besuchte er die Telekom-Akademien in Ismaning und Neuss. Nach einem Auswahlverfahren folgten eine Prüfung und die Übernahme in den gehobenen fernmeldetechnischen Dienst. 1993 und 1994 war er Pressesprecher der Telekom AG an der Niederlassung Würzburg.
1965 trat Mehrlich in die SPD ein, wo er Kreisvorsitzender und stellvertretender Vorsitzender des Bezirksverbands Unterfranken war. Er wurde 1974 Gemeinderat und 1978 Kreisrat, wo er auch Fraktionsvorsitzender war. Von 1982 bis 2003 saß er im Bayerischen Landtag, wo er u. a. Kommunalpolitischer Sprecher der SPD-Landtagsfraktion war.